# Rita Bertolini
Rita Aurelia Bertolini (* 9. Juli 1966 in Egg, Vorarlberg; † 1. Jänner 2017 ebenda) war eine österreichische Verlegerin, Autorin und Fotografin.

## Leben
Rita Bertolini stammte aus einer Bregenzerwälder Baumeisterfamilie mit trentinischen Wurzeln: Sie war eine Urenkelin von Johann Bertolini, über welchen sie 2008 eine Biografie verfasste. Sie wuchs in ihrem Geburtsort Egg auf und absolvierte nach ihrer Schulzeit eine Ausbildung zur Textildesignateurin. Später machte sie sich als Grafikerin mit dem Schwerpunkt Buchgestaltung selbständig. Ab Ende der 2000er Jahre war sie zudem als Autorin, Fotografin und Herausgeberin sowie Verlegerin tätig. Dabei engagierte sie sich insbesondere mit vielfältigen Beiträgen zur Regional- und Kulturgeschichte ihrer Heimatregion Vorarlberg und kuratierte zudem auch regionalgeschichtliche Ausstellungen.
Sie befasste sich in ihrem 2015 herausgebrachten Buch Sterbstund mit dem Thema „Umgang mit dem Tod“ und setzte sich dabei auch offen mit ihrer eigenen Krebserkrankung auseinander. Das Buch und eine von ihr kuratierte, gleichnamige Ausstellung entstanden in Kooperation mit dem vorarlberg museum in Bregenz. Die Ausstellung Sterbstund wurde außer im vorarlberg museum bislang im Montafoner Heimatmuseum in Schruns gezeigt und war 2017 im Lechmuseum in Lech zu sehen.
Bertolini war verheiratet. Sie starb im Alter von 50 Jahren an ihrer Krebserkrankung.

## Bertolini Verlag
2009 gründete Rita Bertolini den Bertolini Verlag mit Sitz in Bregenz, mit dem sie u. a. aufwendig gestaltete Bildbände veröffentlichte. Die von ihr zu Lebzeiten verlegten Bücher des Verlags befassten sich vor allem mit kultur- und regionalgeschichtlichen Themen aus dem Land Vorarlberg. Neben einigen eigenen Publikationen brachte Bertolini in ihrem Verlag Werke von verschiedenen Autoren heraus, wie Sabine Dettling, Thomas Klagian, Denise Kopf, Frank Mätzler, Rudolf Sagmeister und Bernhard Tschofen.

### Auszeichnungen
Der Bertolini Verlag wurde bislang mehrmals für seine Buchgestaltungen, die jeweils von Rita Bertolini stammten, ausgezeichnet:
- Joseph Binder Award 2000, für die Gestaltung des Buches Die Wiener Gruppe
- Joseph Binder Award 2000, für die Gestaltung des Buches LKW
- Joseph Binder Award 2004, für die Gestaltung des Buches Hell fire Touring Club

## Publikationen
- Stein auf Stein. Johann Bertolini. 1859–1931. Mit Beiträgen von Marina Hämmerle, Ute Pfanner, Meinrad Pichler und Maria Rose Steurer-Lang. Bucher Verlag, Hohenems 2008, ISBN 978-3-902612-41-0.
- Bodengut. Vom Zauber Vorarlberger Gärten. Bildband. Bertolini Verlag, Bregenz 2009, ISBN 978-3-200-01282-0.
- Innenleben Vorarlberg. Fotografischer Blick ins Innere von 116 Häusern dieses Landes. Bertolini Verlag, Bregenz 2010, ISBN 978-3-9502706-0-0 (zugleich Ausstellungsbegleitband).
- Landpartie Vorarlberg. Bertolini Verlag, Bregenz 2011, ISBN 978-3-9502706-1-7 (zugleich Ausstellungsbegleitband).[6]
- mit Frank Mätzler (Film): Allmeinde Vorarlberg. Von der Kraft gemeinsamen Tuns. Bertolini Verlag, Bregenz 2012, ISBN 978-3-9502706-2-4 (zugleich Ausstellungsbegleitband).
- Sterbstund. Bertolini Verlag, Bregenz 2015, ISBN 978-3-903023-09-3 (zugleich Ausstellungsbegleitband).

## Ausstellungen
- Innenleben Vorarlberg. Ansichten und Einblicke. Egg 2010. Ausstellungsort: Egg Museum.[7]
- Landpartie Vorarlberg. Eine Expedition in die Bregenzer Stadtgeschichte. Bregenz 2011. Veranstaltet von der Kulturabteilung der Landeshauptstadt Bregenz; Ausstellungsorte: Martinsturm (2011), RiBgalerie in der Raiffeisenbank am Kornmarkt (2011).[8]
- Allmeinde Vorarlberg. Von der Kraft gemeinsamen Tuns. Bregenz 2012. Ausstellungsort: RiBgalerie in der Raiffeisenbank am Kornmarkt in Bregenz (2012/13).[9]
- Sterbstund. Bregenz 2015. In Kooperation mit dem vorarlberg museum in Bregenz. Ausstellungsorte: vorarlberg museum (2015), Montafoner Heimatmuseum in Schruns (2016), Lechmuseum in Lech (2016/17).[4][10]